# Cyclochlamys meleagrina
Cyclochlamys meleagrina is een tweekleppigensoort uit de familie van de Cyclochlamydidae. De wetenschappelijke naam van de soort is voor het eerst geldig gepubliceerd in 1931 door Thiele in Thiele & Jaeckel.